# ロバート・ガッサー
ロバート・リオーダン・ガッサー（Robert Riordan Gasser, 1999年5月31日 - ）は、アメリカ合衆国カリフォルニア州 エルドラドヒルズ出身のプロ野球選手（投手）。左投左打。MLBのミルウォーキー・ブルワーズ所属。

## 経歴

### プロ入りとパドレス傘下時代
2021年のMLBドラフト2巡目（全体71位）でサンディエゴ・パドレスから指名されプロ入り。

### ブルワーズ時代
2022年8月1日、ジョシュ・ヘイダーとのトレードで、テイラー・ロジャース、ディネルソン・ラメット、エステウリー・ルイーズと共にサンディエゴ・パドレスへ移籍した。
2023年はAAA級ナッシュビル・サウンズでプレーし、リーグトップの166奪三振とリーグ2位の2.85防御率を記録し、インターナショナルリーグ最優秀投手賞を受賞した。
2024年はAAA級ナッシュビルで開幕を迎え、3回の先発で防御率5.25、17奪三振を記録した。5月10日、40人ロースターに選ばれ、メジャーリーグに初昇格した。同日にMLB初先発を果たし、6イニングを投げて無失点、2安打のみ、無四球、4奪三振の好投を見せた。6月20日、トミー・ジョン手術を受けるためシーズン終了となることが発表された。

## 詳細情報

### 背番号
- 75（2024年 - ）